# Ganoderma philippii
Ganoderma philippii är en svampart som först beskrevs av Bres. & Henn. ex Sacc., och fick sitt nu gällande namn av Giacopo Bresàdola 1932. Ganoderma philippii ingår i släktet Ganoderma och familjen Ganodermataceae.   Inga underarter finns listade i Catalogue of Life.